# 巴永河畔昂坎
巴永河畔昂坎（法語：Enquin-sur-Baillons，法語發音：[ɑ̃kɛ̃ syʁ bajɔ̃]）是法国上法兰西大区加来海峡省的一个市镇，位于该省西部，属于蒙特勒伊区。

## 地理
巴永河畔昂坎（50°34'21"N, 1°50'14"E）面积4.98 平方千米，位于法国上法蘭西大區加来海峡省，该省份为法国北部沿海省份，西北濒北海，南至索姆省，东临北部省。
与巴永河畔昂坎接壤的市镇（或旧市镇、城区）包括：贝赞盖姆、普勒尔、伯桑。

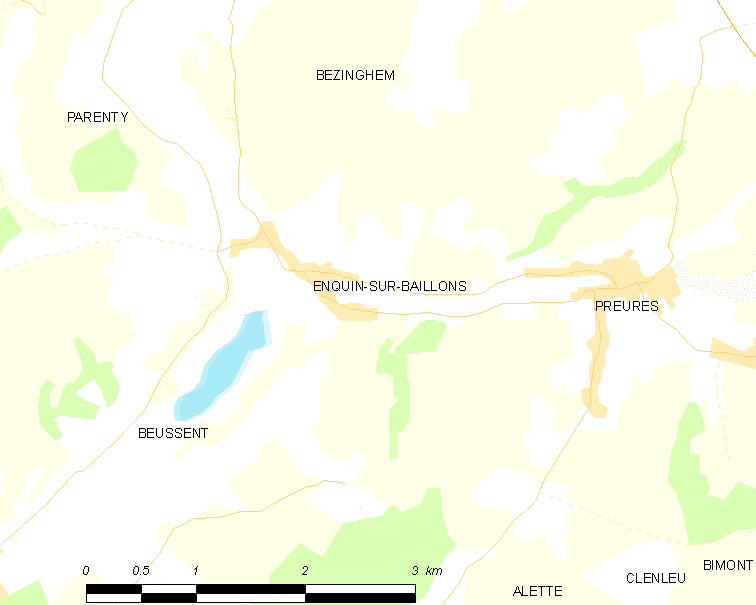
巴永河畔昂坎的OSM定位图

巴永河畔昂坎的时区为UTC+01:00、UTC+02:00（夏令时）。

## 行政
巴永河畔昂坎的邮政编码为62650，INSEE市镇编码为62296。

## 政治
巴永河畔昂坎所属的省级选区为兰布尔县。

## 人口

1962-2008年间巴永河畔昂坎人口变化图示

巴永河畔昂坎于2022年1月1日时的人口数量为243人。